# Eric Heiden
Eric Heiden, född 14 juni 1958 i Madison i Wisconsin, är en amerikansk före detta skridskolöpare och tävlingscyklist. Han är bror till Elizabeth Heiden.
Heiden vann samtliga fem distanser i skridsko vid Olympiska vinterspelen 1980. Han deltog även vid 1976 års spel i Innsbruck.
Heiden deltog som cyklist bland annat i Tour de France 1986.
Numera arbetar Heiden som läkare inom ortopedisk kirurgi vid sin egen praktik i Utah, USA. Han genomgick sin grundutbildning till läkare vid Stanford University och specialistutbildning vid University of California, Davis. Han har därefter varit bland annat läkare för basketlag i Sacramento där han även praktiserat. Utöver det var han läkare för det amerikanska olympiska skridskolaget vid olympiska spelen 2002, 2006, 2010 och 2014.